# Kateryniwka (obwód tarnopolski)
Kateryniwka (ukr. Катеринівкa) – wieś na Ukrainie, w obwodzie tarnopolskim, w rejonie krzemienieckim, w hromadzie Krzemieniec. W 2001 roku liczyła 391 mieszkańców.
Do 1946 roku miejscowość nosiła nazwę Katerburg (ukr. Катербург, Katerburh).
Założona w 1421 roku. W II Rzeczypospolitej miejscowość była siedzibą gminy wiejskiej Borki a od 1 października 1933 Katerburg w powiecie krzemienieckim województwa wołyńskiego. Po zajęciu przez ZSRR w styczniu 1940 utworzono rejon katerburski, przemianowany w październiku na dederkalski. 
W okresie międzywojennym w Katerburgu mieszkał emerytowany pułkownik Stanisław Powroźnicki.
Podczas okupacji niemieckiej, wiosną 1942 roku dla ludności żydowskiej w liczbie ok. 400 osób (3/4 mieszkańców miejscowości) utworzono getto, zlikwidowane 10 sierpnia 1942. Sicherheitsdienst przy pomocy niemieckiej żandarmerii i ukraińskiej policji rozstrzelało 312 Żydów. Kilkadziesiąt osób zmarło wcześniej z głodu, chorób i pracy ponad siły.
Podczas rzezi wołyńskiej w 1943 Polacy z Katerburga (około 10 rodzin) ewakuowali się do bardziej bezpiecznych miejscowości.